# Zespół paznokieć-rzepka

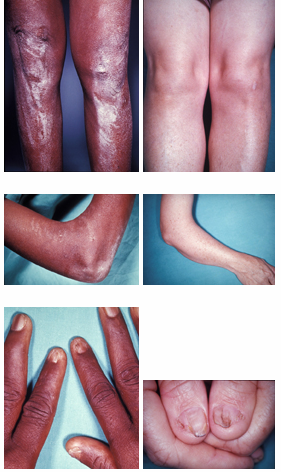
Objawy zespołu paznokieć-rzepka u dwóch pacjentów

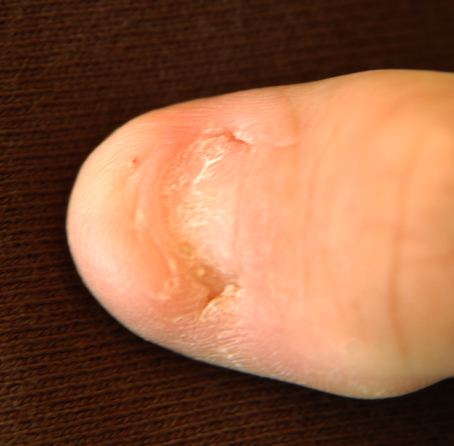
Paznokieć osoby z zespołem paznokieć-rzepka

Zespół paznokieć-rzepka (ang.: Nail-Patella Syndrome - NPS) – rzadka choroba genetyczna o dziedziczeniu autosomalnym dominującym, spowodowana mutacjami w genie LMX1B w locus 9q34.1 kodującym białko homeodomeny LIM. 

## Objawy i przebieg
Zespół objawia się przede wszystkim dysplazją paznokci dłoni (w szczególności kciuków) - u ok. 95 % osób nim dotkniętych, a w następnej kolejności - aplazją lub hipoplazją rzepki - u ok. 75 % takich osób.
Paznokcie dłoni chorych na zespół paznokieć-rzepka mogą cechować różne nietypowe zmiany kształtu i budowy (zniekształcenia, niedokształcenie), ich nasilenie jest zróżnicowane u poszczególnych osób, ale dotyczą w największym stopniu paznokci kciuków. Unikalną cechą tego zespołu są obłączki (białe elementy u nasady paznokci) w kształcie przypominającym zazwyczaj trójkąty, nie zaś - tak jak u osób zdrowych i niedotkniętych tym zespołem - półkola/półksiężyce. Natomiast paznokcie stóp chorych na zespół paznokieć-rzepka mogą być dotknięte efektami wadliwego genu znacznie rzadziej i w mniejszym stopniu (mogą być to głównie hipoplastyczne paznokcie małych palców - V-ych - u stóp).
Inne składowe zespołu, które mogą występować -  z różną częstotliwością u poszczególnych osób chorych - to:
- zwapnienia tylnych części stawów biodrowych (kolce biodrowe)[1]
- nieprawidłowości budowy stawów łokciowych objawiające się nieprawidłową pronacją i supinacją w stawie, podwichnięciami głów kości promieniowych[1]
- częste płaskostopie lub/i ew. inne deformacje stóp[1]
- hipoplazja łopatki[1]
- polineuropatia[3]
- ADD lub ADHD[4]
- uszkodzenia ośrodkowego układu nerwowego oraz rdzenia kręgowego, gen LMX1b wpływa na budowę neuronów OUN[3]
- jaskra[3] i osłabienie nerwu wzrokowego
- padaczka u 6% populacji z zespołem paznokieć-rzepka w porównaniu do 0,5% w populacji bez obciążenia genetycznego[3]
- miastenia[3]
- niedobór masy ciała, trudności w przybraniu na wadze oraz słabo rozwinięta masa mięśniowa, w szczególności kończyn (cechy te mogą być najbardziej zauważalne u osób młodych, a ulegać pewnym ewentualnym zmianom wraz z wiekiem, ale nie jest to regułą); może występować m.in. utrzymujący się brak lub niedorozwój mięśni ramion - tricepsów[1] [5], a także niektórych innych mięśni[6]
- wysokie czoło[1]
- ograniczona ruchomość stawów lub, wg niektórych doniesień, niekiedy - przeciwnie - nadmierna ruchomość/wiotkość stawów, jednak patomechanizm nie jest aktualnie do końca wyjaśniony[3] (np. ewentualny wpływ współwystępujących mutacji innych genów)
- parestezja żołądka, stóp i dłoni tzw. rękawiczkowe i skarpetkowe[3], możliwe są także inne zaburzenia naczyniowe[1]
- depresja kliniczna z powodu mutacji LMX1b[4]
- zespół niespokojnych nóg[3]
- zespół jelita drażliwego i ewentualnie inne objawy jelitowe[1][3]
- deformacje kręgosłupa i jamistość[3]
- cienkie szkliwo na zębach[3]
- obniżona gęstość kości i ciężki niedobór witaminy D[3]
- nadciśnienie[3]
- wiotkość skóry
- hiperhydroza
- tęczówka w kształcie liścia koniczyny (tęczówka Listera)
- niekiedy nefropatia w skrajnych przypadkach prowadząca do schyłkowej niewydolności nerek, kłębuszkowe zapalenie nerek, dysplazja nerek, zespół Goodpasture’a[1][7].

Zespół paznokieć-rzepka jest związany ze stosunkowo dużą zmiennością fenotypową. Objawy u poszczególnych osób dotkniętych wadą genu LMX1B mogą różnić się co do ich rodzaju i stopnia nasilenia, niejednokrotnie nawet wewnątrz tej samej rodziny. Poszczególne przypadki tego zespołu mogą wiązać się z różnym stopniem upośledzenia funkcjonowania i stanu zdrowia - mogą być one ciężkie, umiarkowane lub łagodne. Niektóre możliwe objawy - takie jak np. osłabienie czynności nerek - mogą ujawniać i nasilać się wraz z wiekiem oraz ewentualnym oddziaływaniem dodatkowych czynników obciążających. Osoby dotknięte łagodnymi postaciami tego zespołu - mogą przejawiać tylko część z potencjalnych objawów, podobnie jak w przypadku wielu innych syndromów genetycznych.
Diagnozę zespołu paznokieć-rzepka można postawić przy urodzeniu (np. na podstawie specyficznych zmian paznokciowych, w szczególności kciuków). W wielu przypadkach zdarza się jednak, że ten rzadki zespół pozostaje niezdiagnozowany i nierozpoznany w danej rodzinie nawet przez kilka pokoleń, także ze względu na niejednorodną i nie zawsze pełnoobjawową ekspresję kliniczną. Większość przypadków zespołu paznokieć-rzepka ma charakter dziedziczny, ale zdarzają się także mutacje "de novo".

## Nazewnictwo
Z zespołem paznokieć-rzepka jest związane następujące nazewnictwo (synonimy):
- w języku polskim: onychoosteodysplazja, zespół Turnera-Kiesera, choroba Fonga
- w języku angielskim: Nail-Patella Syndrome, Turner-Kieser syndrome, Fong disease, onychoosteodysplasia, hereditary osteoonychodysplasia (skrótowiec: HOOD)

## Historia
Objawy zespołu paznokieć-rzepka były opisywane w literaturze już w XIX wieku. Jednym z pierwszych, którzy opisali zespół był J.W. Turner, który zrelacjonował dwa przypadki choroby w 1933 roku. Aschner w pracy przeglądowej o genetyce układu szkieletowego znalazł w piśmiennictwie 8 przypadków rodzin, u których wada rozwojowa rzepki była dziedziczona przez pokolenia, w tym towarzyszył jej wrodzony defekt rozwoju paznokci u wszystkich członków trzech rodzin. W 1950 roku Hawkins i Smith dodali do cech zespołu dysplazję nerek i wyrośla kostne kości biodrowej. Wkrótce stwierdzono, że dziedziczenie choroby jest sprzężone z dziedziczeniem grupy krwi w układzie AB0.